# Alexander Stubb
 (pron. finnico-svedese: [kai jœːran aleksˈandær stʉbː]; Helsinki, 1º aprile 1968) è un politico finlandese di etnia svedese, 13º Presidente della Finlandia dal 1º marzo 2024.
Precedentemente, ha ricoperto gli incarichi di ministro capo della Finlandia dal 23 giugno 2014 al 29 maggio 2015 e di presidente del Partito di Coalizione Nazionale dal 14 giugno 2014. Dal 1º agosto 2017 al 1º gennaio 2024 è stato vicepresidente della Banca europea degli investimenti, mentre dal 2004 al 2008 è stato altresì europarlamentare per il Partito Popolare Europeo (PPE) e docente presso il Collegio d'Europa, prima di diventare ministro.
Quando Katainen si è dimesso da Primo ministro e presidente del Partito di Coalizione Nazionale nel 2014, Stubb è stato eletto presidente del partito. Ha formato una coalizione di governo tra cinque partiti ed è stato ufficialmente nominato Primo ministro dal presidente Sauli Niinistö il 24 giugno. Nelle elezioni tenutesi nell'aprile 2015, il Partito di Coalizione Nazionale di Stubb ha perso il suo status di partito più numeroso, arrivando secondo per quota di voti e terzo per seggi. Dopo i negoziati di coalizione tra il Partito di Centro Finlandese vincitore, il Partito dei Finlandesi e il Partito di Coalizione Nazionale, Stubb è stato nominato ministro delle finanze il 29 maggio 2015 dal neoeletto primo ministro Juha Sipilä.
Nel 2016, Stubb è stato sfidato come leader di partito dalla deputata Elina Lepomäki e dal ministro dell'interno Petteri Orpo. L'11 giugno Stubb ha perso le elezioni per la leadership contro Orpo alla conferenza del partito. Dopo aver rifiutato le posizioni ministeriali, Stubb ha continuato ad essere membro del Parlamento. Nel giugno 2017 è stato scelto come vicepresidente della Banca europea per gli investimenti, dopo che il precedente rappresentante della Finlandia Jan Vapaavuori aveva lasciato il seggio.
Nell'ottobre 2018, Stubb ha annunciato la sua candidatura per conto del PPE a presidente della Commissione europea alle elezioni europee del 2019, ma alla fine ha perso alle elezioni contro Manfred Weber.
Dopo la fine del mandato di Stubb presso la Banca europea per gli investimenti, nel gennaio 2020, è stato scelto come direttore e professore della School of Transnational Governance presso l'Istituto universitario europeo di Firenze, carica che ha lasciato nel febbraio 2024 dopo l'elezione a presidente della Finlandia.

## Formazione e carriera professionale
Stubb ha le sue radici a Esse nell'Ostrobotnia svedese e a Vyborg in Carelia.
Nel 1986, Stubb si diplomò presso la Mainland High School a Daytona Beach in Florida e si diplomò due anni dopo presso la Gymnasiet Lärkan a Helsinki. Dopo aver terminato il servizio militare vinse una borsa di studio della Furman University in Carolina del Sud, dove studiò economia. Successivamente passò a scienze politiche, laureandosi con un Bachelor of Arts nel 1993. L'anno successivo ottenne un diploma in lingua francese e civilizzazione presso la Sorbona di Parigi. Oltre alle sue due lingue madri, svedese e finlandese, Stubb parla inglese, francese e tedesco.
Nel 1995 ottenne un Master of Arts in Affari europei presso il Collegio d'Europa, in Belgio.
Prima della sua carriera politica, ha lavorato come funzionario di alto livello dell'UE. Ha lavorato come consigliere dell'ex presidente della Commissione europea, Romano Prodi, e del governo della Finlandia durante i vertici di Amsterdam e Nizza. Durante la presidenza finlandese dell'UE nel 1999, Stubb è stato assistente dell'ambasciatore Antti Satuli.

## Carriera politica

### 2004-2008: Europarlamentare
In occasione delle elezioni europee del 2004 fu eletto al Parlamento europeo, ottenendo 115 225 voti; insieme agli altri esponenti del Partito di Coalizione Nazionale aderì al Gruppo del Partito Popolare Europeo. In quel periodo divenne uno dei membri più conosciuti del Parlamento.
Stubb fu membro della Commissione per i bilanci e vicepresidente della Commissione per il mercato interno e la protezione dei consumatori. Fu un membro sostitutivo della Commissione per gli affari costituzionali e della delegazione della commissione sull'unione UE-Turchia (fino all'agosto 2007).
Nel 2006 scrisse un report per il Parlamento sui costi degli interpreti dell'Unione europea. Calcolò in 511 milioni di euro nel 2005 i costi di traduzione per il Parlamento, per la Commissione europea e per il Consiglio assieme. Nonostante i costi e i bisogni di alcuni cambi, Stubb sottolineò che il multilinguismo è uno dei principali assets dell'Unione europea.

### 2008-2011: Ministro degli esteri
Il 1º aprile 2008, giorno del suo quarantesimo compleanno, il Governo della Finlandia annunciò che Stubb sarebbe diventato il nuovo ministro degli esteri, dopo lo scandalo che coinvolse il suo predecessore, Ilkka Kanerva. Stubb giurò il 4 aprile. La decisione di scegliere lui è stata presa all'unanimità e il suo posto al parlamento europeo fu preso da Sirpa Pietikäinen, un'ex ministro dell'ambiente.
Stubb venne visto come un politico competente e fu a favore dell'adesione della Finlandia alla NATO, affermando che egli non comprendeva la neutralità della Finlandia. Nel 2011, quando Stubb fu ministro degli Esteri ottenne documenti diplomatici dall'ambasciata statunitense ad Helsinki pubblicati da Wikileaks affermanti che l'allora consigliere di Stubb, Jori Arvonen, promise agli Stati Uniti che se il Partito di Coalizione Nazionale avesse vinto le elezioni la Finlandia avrebbe preso parte alla NATO. Stubb si rifiutò di commentare qualsiasi documento di Wikileaks.
Egli non credeva nemmeno che il Presidente della Repubblica aveva bisogno di partecipare agli incontri del Consiglio d'Europa, assieme al Primo ministro. Jyrki Katainen, l'allora ministro delle finanze e leader del suo stesso partito, supportò Stubb affermando che era meravigliato e coraggioso e che egli "mette il sorriso sulle facce".
Come ministro degli esteri, Stubb fu il presidente in carica dell'OSCE dal 5 aprile 2008 al 31 dicembre 2008. In quel periodo vi fu la seconda guerra in Ossezia del Sud e l'OSCE negoziò un accordo per mandare osservatori militari nella zona.

### 2011-2014: Ministro per l'Europa e il commercio estero
Alle elezioni europee del 2014 Stubb, candidato con il Partito di Coalizione Nazionale, risultò il politico più votato, ricevendo 148 190 voti.
Il 14 giugno 2014 viene eletto leader del Partito di Coalizione Nazionale, diventando designato successore del primo ministro Jyrki Katainen.

### 2014-2015: Ministro capo
Il 23 giugno 2014 Stubb venne eletto Primo ministro dal parlamento. Il 24 giugno 2014 il Presidente della Finlandia, Sauli Niinistö, ha nominato il nuovo governo Stubb.

### 2015: Elezioni e ministro delle finanze
Alle elezioni parlamentari del 2015 Stubb era candidato primo ministro per il suo partito, il Partito di Coalizione Nazionale, che arrivò terzo, dopo il Partito di Centro e i Veri Finlandesi, perdendo molti seggi. Il partito entra a far parte della compagine governativa del governo Sipilä e il 29 maggio 2015 Stubb viene eletto Ministro delle Finanze.
Il 22 giugno 2016, dimessosi, si ritira dalla politica.

### 2017: Vicepresidenza della Banca europea degli investimenti
Il 1º agosto 2017, dopo aver lasciato la politica attiva, entrato nella Banca europea degli investimenti, ne diviene un Vicepresidente.

### 2024: Presidenza della Repubblica
Ritornato in politica per la campagna elettorale delle elezioni presidenziali del 2024, viene infine eletto al secondo turno, con il 51,62% dei voti.

## Altri lavori
Stubb ha affermato che è "sempre stato dell'opinione che le cose vanno discusse apertamente e onestamente", per questo è un attivo editorialista. Ha anche scritto diversi articoli accademici e nove libri sull'Unione europea. Stubb gestisce un blog, che ha mantenuto anche dopo le elezioni, diversamente da molti altri politici.
Il suo libro Alaston totuus ja muita kirjoituksia suomalaisista ja eurooppalaisista è una raccolta di articoli per la rivista di Finnair Blue Wings, pubblicato in inglese e in finlandese da WSOY nel 2009.

## Vita privata
Stubb ha vissuto a Genval, in Belgio, con sua moglie, Suzanne Innes-Stubb, Avvocato britannico, prima di trasferirsi a Tapiola, presso Espoo. Lavora per la White & Case a Bruxelles. Hanno due bambini, una figlia di nome Emilie e un figlio di nome Oliver Johan. Stubb compete regolarmente in maratone e triathlon.